# Liège püspökeinek listája

## Liège püspökei, i. sz. 315-971 között
- Maternus? (c. 315)
- Szent Szerváciusz (342-384)
- Aravatius
- Falko (c. 498-c. 512)
- Domitian (?-560)
- Ebergisus
- Szent Monulf (549-588)
- Szent Gondulf (589-614)
- Szent Ebregise (614-627)
- Szent János Agnus (627-647)
- Szent Amand (647-650)
- Szent Remaclus (652-662)
- Szent Theodard (662-669)
- Szent Lambert (669-705, a püspökség védőszentje)
- Szent Hubertusz (kb.705-727; a város védőszentje)
- Floribert of Liège (727-736 vagy 738)
- Fulcaire (736 vagy 738-769)
- Agilfride (769-787)
- Gerbert vagy Gerbald(787-809)
- Walcaud (809-831)
- Erard (831-838 vagy 840)
- Hartgard (838 vagy 840-857)
- Franco (858-901)
- István (901-920)
- Richer (920-945)
- I. Hugó (945-947)
- Farabert (947-953)
- Rathier (953-955)
- I. Baldrick (955-959)
- Eraclus (959-971)

## Liège püspök-hercegei, 972-1794
- Notger (972-1008; a Liège-i Hercegség megalapítója, az első püspök, aki világi hatalommal is rendelkezett
- II. Baldrick (1008-1018)
- Wolbodo (1018-1021)
- Durandus (1021-1025)
- Reginard (1025-1037)
- Nithard (1037-1042)
- Wazo (1042-1048)
- Theodwin (1048-1075)
- Verduni Henrik (1075-1091)
- Otbert (1091-1119)
- Namuri Frederik (1119-1121)
- I. Albert (1122-1128)
- Sándor (1128-1135)
- II. Albert (1135-1145)
- II. Henrik (1145-1164)
- II. Sándor (1164-1167)
- Zähringeni Rudolf (1167-1191)
- Leuveni Szent Albert (1191-1192)
- Hochstadeni Lothár (1192-1193)
- Limbourgi Simon (1193-1195)
- IV. Albert (1195-1200)
- II. Hugó (1200-1229)
- Eppesi János (1229-1238)
- Savoy-i Vilmos (1238-1239)
- Thourotte-i Róbert (1240-1246)
- Gueldersi Henrik (1247-1274)
- Enghieni János (1274-1281)
- Flandriai János (1282-1291)
- III. Hugó (1295-1301)
- Waldecki Adolf (1301-1302)
- Thibaut de Bar (1302-1312)
- Adolf (1313-1344)
- Englebert (1345-1364)
- Arckeli János (1364-1378)
- Arnold (1378-1389)
- János (1389-1418)
- Walenrode-i János (1418-1419)
- Heinsbergi János (1419-1455)
- Lajos (1456-1482)
- Hornesi János (1484-1505)
- Erard de La Marck (1505-1538)
- Corneille de Berghes (1538-1544)
- Ausztriai György (1544-1557)
- Robert of Berghes (1557-1564)
- Gerard of Grœsbeek (1564-1580)
- Bajorországi Ernő (1581-1612)
- Bajorországi Ferdinánd (1612-1650)
- Bajorországi Miksa Henrik (1650-1688)
- John Louis of Elderen (1688-1694)
- Bajorországi József Kelemen (1694-1723)
- Gevagyges-Louis de Berghes (1724-1743)
- Jean-Théodvagye of Bavaria (1744-1763)
- Charles-Nicolas d'Oultremont (1763-1771)
- François-Charles de Velbruck (1772-1784)
- César-Constantin-François de Hœnsbrœck (1784-1792)
- François-Antoine-Marie de Méan (1792. augusztus 18. – 1794. július 20.)

## Liège püspökei, 1802-től napjainkig
- Jean-Évangéliste Zäpfel (1802-1808)
- üres (1808-1829)
- Corneille Richard Antoine van Bommel (1829-1852)
- Theodvagy Joseph de Montpellier (1852-1879)
- Victor Joseph Douterloux (1879-1901)
- Martin-Hubert Rutten (1902-1927)
- Louis-Joseph Kerkhofs (1927-1961)
- Guillaume Marie van Zuylen (1961-1986)
- Albert Houssiau (1986-2001)
- Aloysius Jousten (2001-napjainkig)